# John Bettis
John Gregory Bettis (Long Beach, 24 ottobre 1946) è un paroliere e compositore statunitense.

## Biografia
John Bettis è nato a Long Beach, in California. Durante gli studi ha conosciuto Richard Carpenter e sua sorella Karen, con cui ha formato una band chiamata Spectrum nel 1966.
Nel 1969 Richard e Karen Carpenter firmarono un contratto con la A&M Records. L'album di debutto dei The Carpenters, originariamente intitolato Offering (1969), aveva undici canzoni coscritte da Bettis, ma non ebbe un successo commerciale. Il gruppo ebbe successo poi nel 1970 con la registrazione del brano (They Long to Be) Close to You, scritto da Burt Bacharach ed Hal David. Tra i brani coscritti da Bettis in quegli anni vi sono Goodbye to Love (1972), Yesterday Once More (1973) e Top of the World, quest'ultima registrata sia dai Carpenters che Lynn Anderson nel 1973.
Mentre i Carpenters continuarono con i loro successi coscritti da Bettis come Only Yesterday (1975) e I Need to Be in Love (1976), Bettis lavorava a Nashville. Nel 1978 è coautore del brano Only One Love in My Life interpretato da Ronnie Milsap.
Nel 1981 è coautore del brano Slow Hand, interpretato dalle Pointer Sisters e anche da Conway Twitty.
Nel 1983 ottiene successo con il brano Human Nature, cantato da Michael Jackson e scritto insieme a Steve Porcaro. Il brano, incluso nell'album Thriller, è stato in seguito interpretato come cover da altri artisti come Boyz II Men, Miles Davis, John Mayer, George Howard e David Benoit e campionato da altri ancora.
Nel 1985 Bettis accettò un incarico a Hollywood per scrivere una canzone per la colonna sonora del film Crazy for You - Pazzo per te (Vision Quest); il risultato finale è stato Crazy for You, una canzone non originariamente scritta per, ma registrata da Madonna, che la interpreta anche nel film.
Sua è anche As Long as We Got Each Other, scritta insieme al collaboratore di lunga data Steve Dorff come sigla della sitcom televisiva Genitori in blue jeans (Growing Pains), andata in onda sulla ABC dal 1985 al 1992.
Nel 1988 ha coscritto insieme ad Albert Hammond One Moment in Time, brano interpretato da Whitney Houston come tema delle Olimpiadi di Seul.
John Bettis ha continuato a scrivere negli anni '90 brani come Can You Stop the Rain (1991) di Peabo Bryson, If You Go Away (1992) dei New Kids on the Block e Heartland (1993) di George Strait.
Ha fornito inoltre i testi di diversi musical teatrali come Lunch (1994), Svengali (1992), The Last Session (1998), Say Goodnight (1999), Pure Country (2008) e Josephine (2011).
Bettis è stato candidato al Premio Oscar e al Golden Globe per la migliore canzone originale per Promise Me You'll Remember, canzone tratta dal film Il padrino - Parte III (1990). Altre nomination includono una nomination ai Grammy Awards per la migliore canzone R&B (Can You Stop the Rain) e per la migliore canzone di film e TV (One Moment in Time). Bettis ha inoltre ricevuto due Emmy Awards per Where There Is Hope e One Moment in Time e ha ricevuto due altre nomination agli Emmy per la migliore musica e testi (Swept Away e As Long as We Got Each Other).
Nel 2011 è stato inserito sia nella Songwriters Hall of Fame che nella Nashville Songwriters Hall of Fame.